# Plac Macedonii

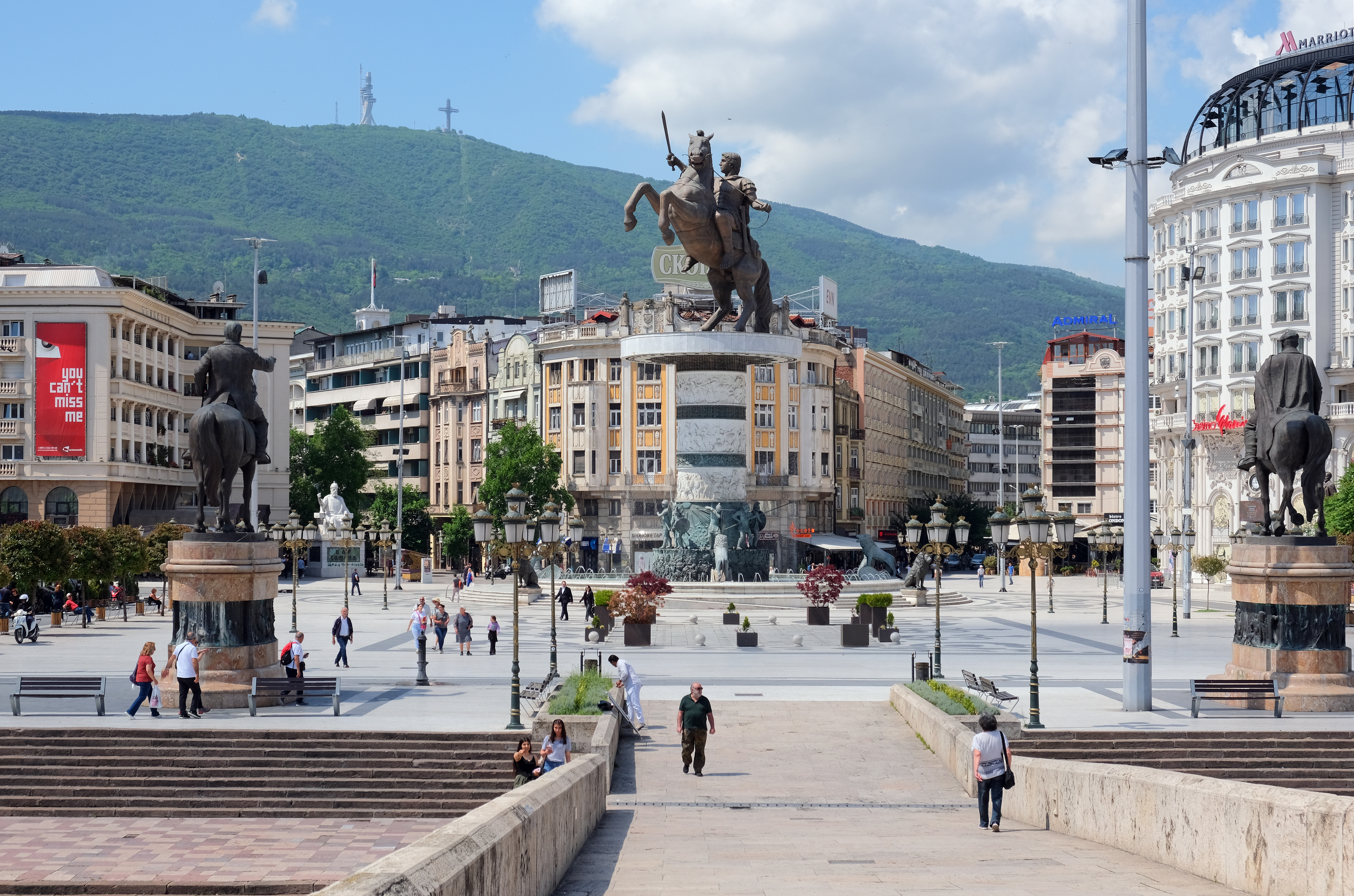
Widok na plac (2023)

Plac Macedonii (mac: Плоштад Македонија, Ploštad Makedonija) to główny plac Skopje, stolicy Republiki Macedonii Północnej. Jest największym placem w kraju. Jego łączna powierzchnia wynosi 18.500 metrów kwadratowych. Znajduje się w centralnej części miasta i przecina rzekę Wardar. Odbywają się tutaj liczne wydarzenia kulturalne, polityczne oraz festyny z okazji Świąt Bożego Narodzenia. Na placu tym Kiro Gligorow ogłosił także niepodległość Macedonii od Jugosławii. Plac jest częścią projektu Skopje 2014. 

## Historia
W 2007 rząd macedoński ogłosił plany przebudowy Domu Armii, który wraz ze Starym Teatrem (również przebudowywanym w tym czasie) został poważnie zniszczony podczas trzęsienia ziemi w Skopje w 1963. 
W grudniu 2008 na tym placu, w pobliżu Kamiennego Mostu wzniesiono maszt flagowy z macedońską flagą (podobnie jak w 68 innych lokalizacjach w całym kraju). 
2 maja 2010 w tej samej lokalizacji wzniesiono dwa kamienne pomniki: Goce Dełczewa i Dame Gruewa. Zbudowano tu także pomnik Aleksandra Macedońskiego na Bucefale, który został odsłonięty 8 września 2011, w dwudziestą rocznicę przeprowadzenia ogólnokrajowego referendum w sprawie niepodległości Macedonii od Jugosławii. 
Trzy główne ulice łączące się z placem to ulice: Maksyma Gorkiego, Dymitara Włachowa i ulica Macedonii. Ulica Dymitara Włachowa została w 2011 przekształcona w deptak. Ulica Maksyma Gorkiego, choć nie odbywa się na niej ruch pieszych, jest otoczona japońskimi drzewami wiśni, których kwiaty wiosną stanowią znak rozpoczęcia tygodniowego cyklu azjatyckich wydarzeń kulturalnych. Wreszcie ulica Macedonii, główny deptak, łączy Plac Macedonii ze Starym Dworcem Kolejowym (również zniszczonym przez trzęsienie ziemi w 1963), w którym mieści się Muzeum Miasta Skopje. Wzdłuż ulicy Macedonii znajduje się Dom Pamięci Matki Teresy, w którym mieszczą się eksponaty i pamiątki związane z życiem Matki Teresy z Kalkuty. W pobliżu Placu Macedonii znajdował się również dom w którym urodziła się Matka Teresa, o czym przypomina istniejąca do dziś tabliczka informacyjna. Obok domu narodzin Matki Teresy, stoi średniowieczna Wieża Feudalna, która przetrwała trzęsienie ziemi w 1963. Najpopularniejszy szlak turystyczny wiedzie od Starego Dworca Kolejowego ulicą Macedonii, obok Domu Pamięci Matki Teresy, domu jej narodzin i Wieży Feudalnej. Następnie biegnie w dół Placu Macedonii, przez Kamienny Most, obok Muzeum Holokaustu i Muzeum Niepodległości Macedonii, w kierunku Tureckiego Bazaru i kończy się w Twierdzy Kale. Zrekonstruowany Stary Teatr i nowe Muzeum Archeologiczne to jedne z ważniejszych zabytków kulturowych na trasie tego szlaku turystycznego. 

## Galeria

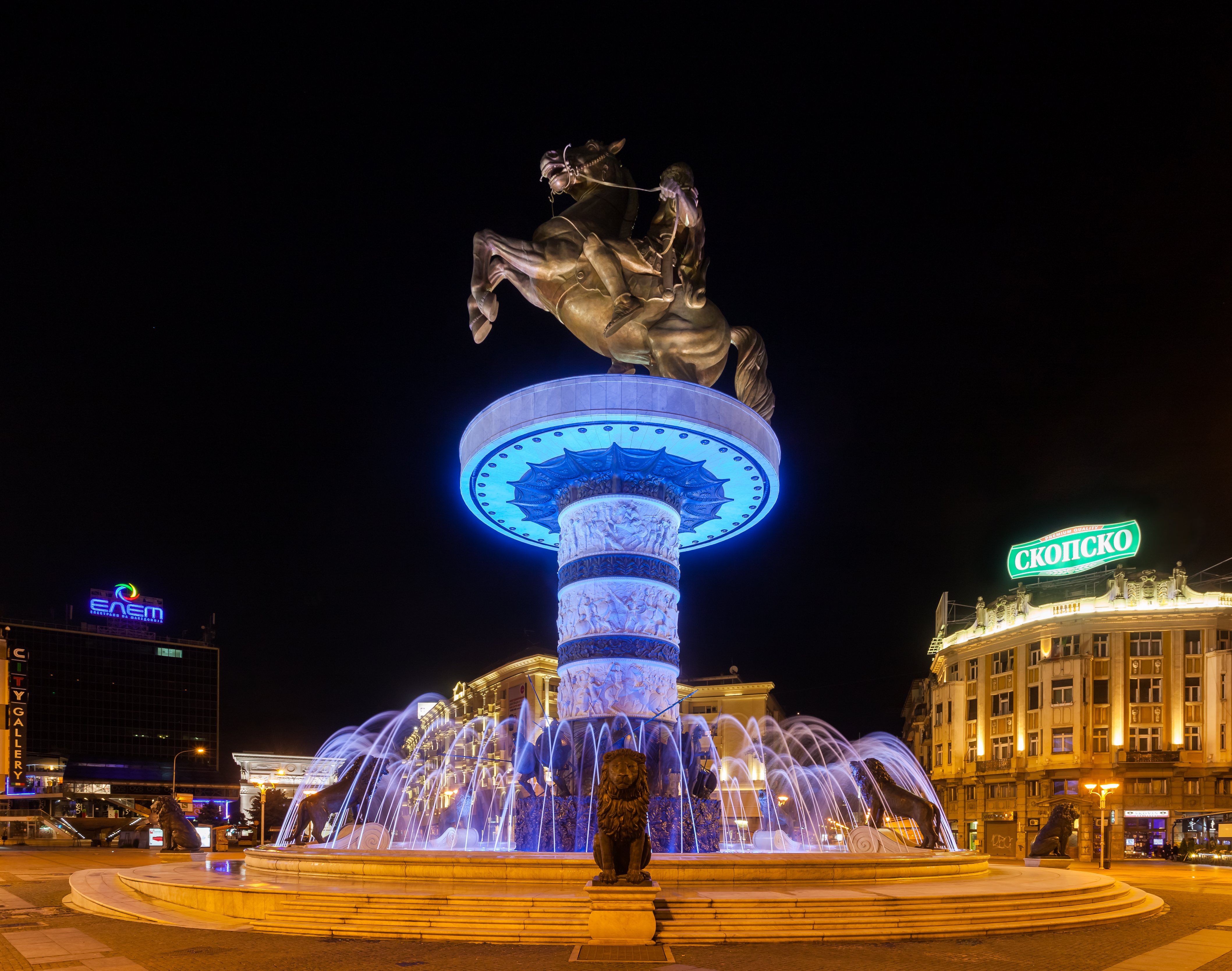
Pomnik Aleksandra Wielkiego nocą
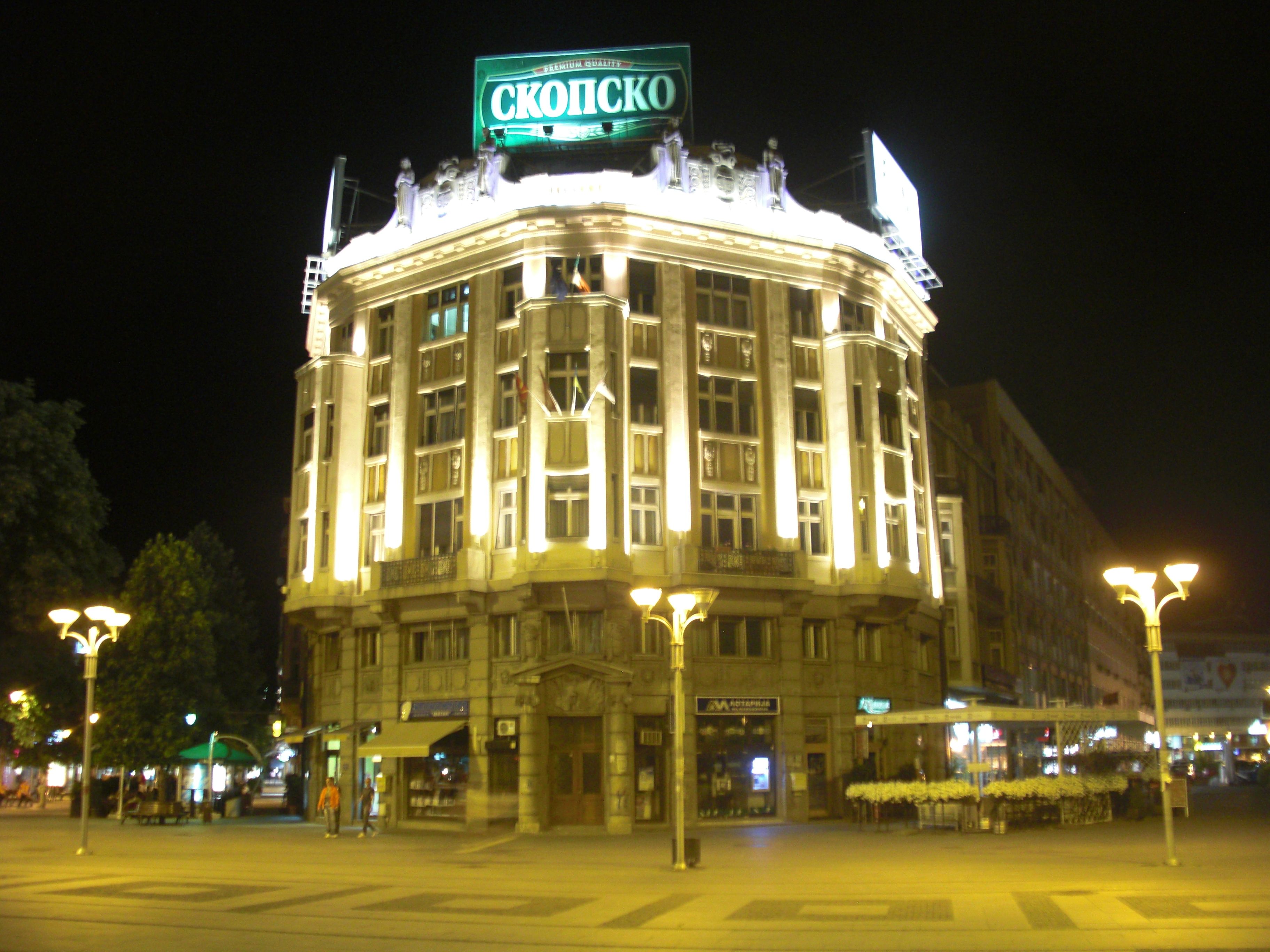
Pałac Ristiḱ
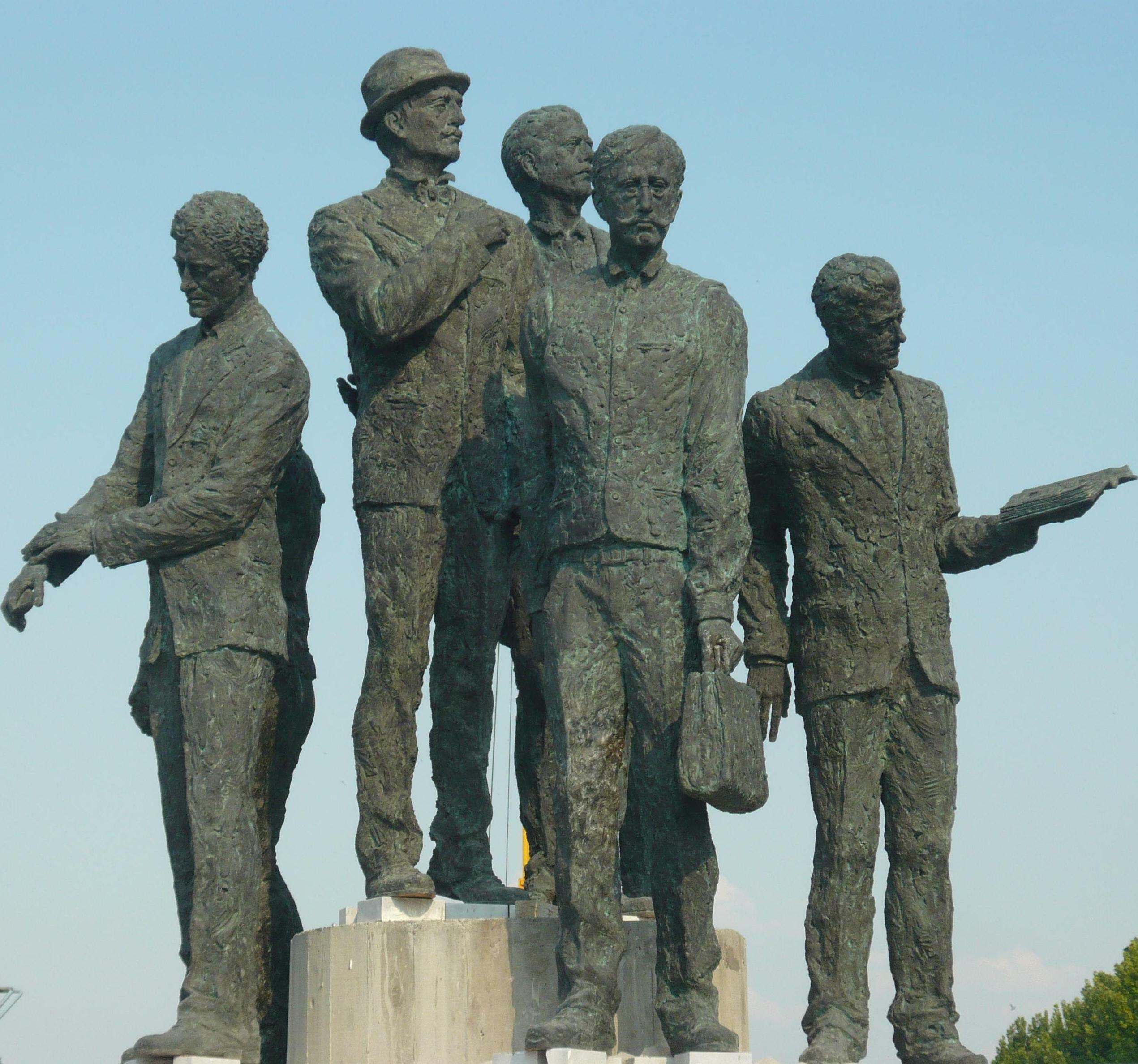
Pomnik żeglarzy z Salonik
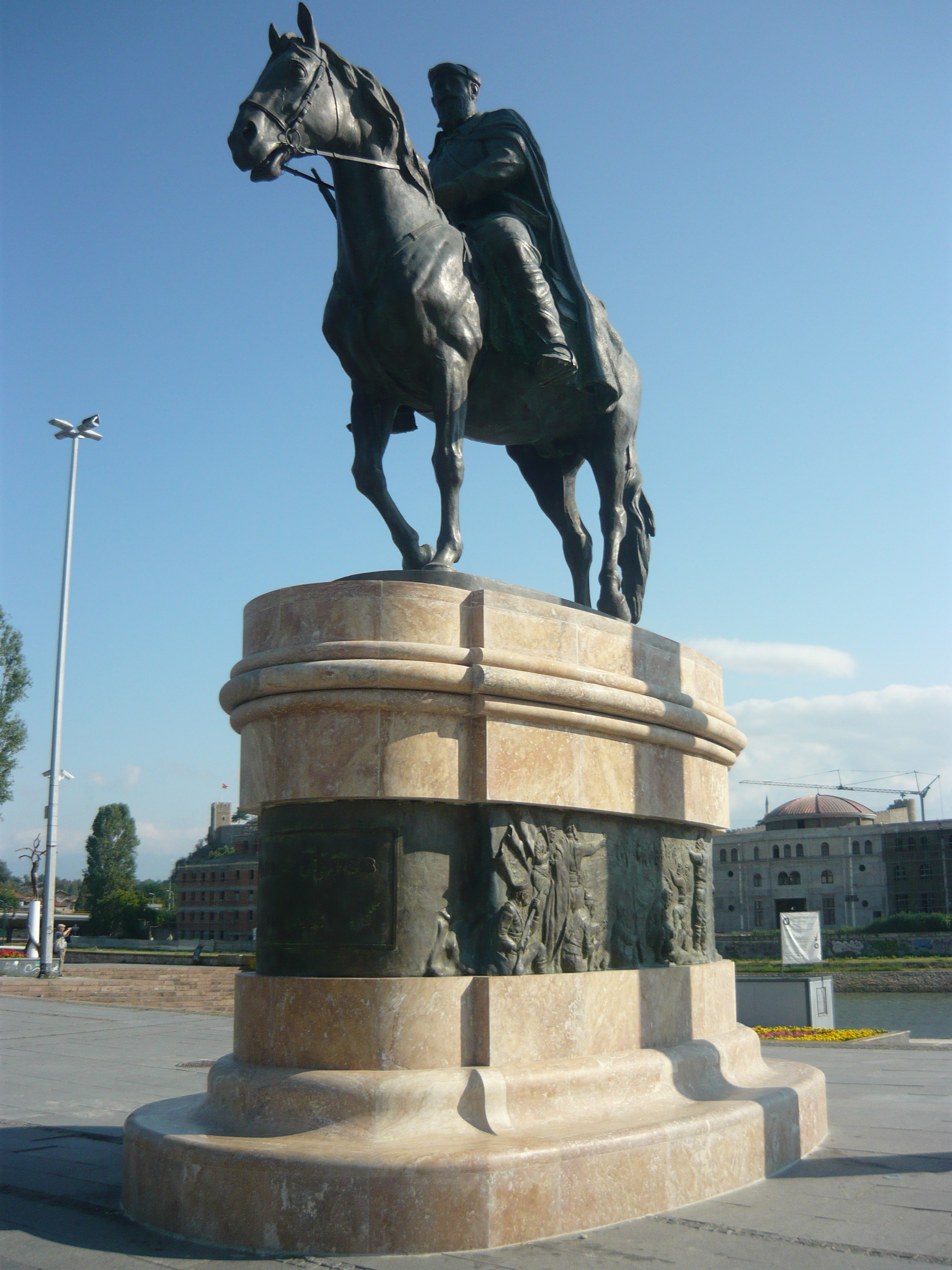
Pomnik Dame Gruewa
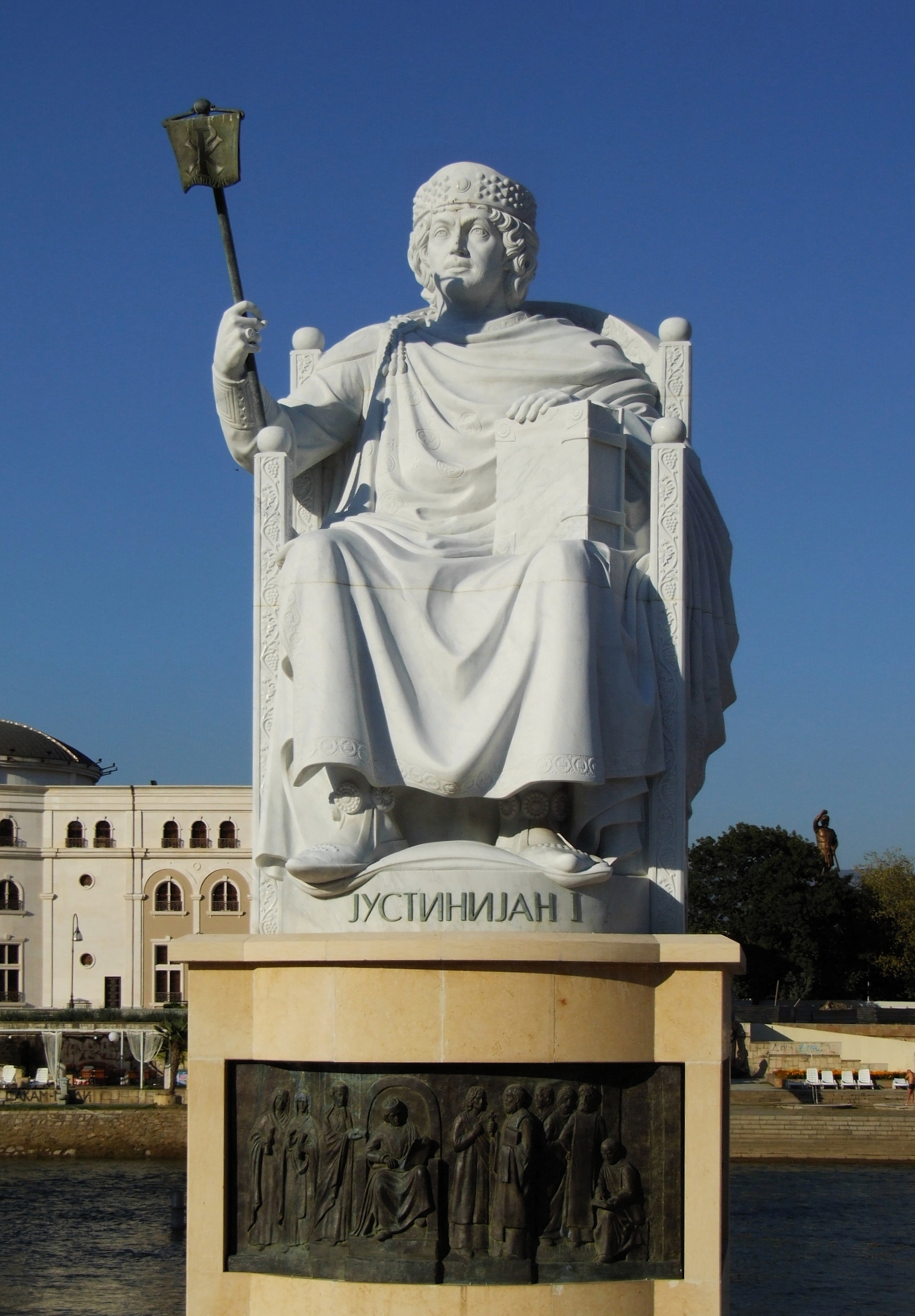
Pomnik Justyniana I
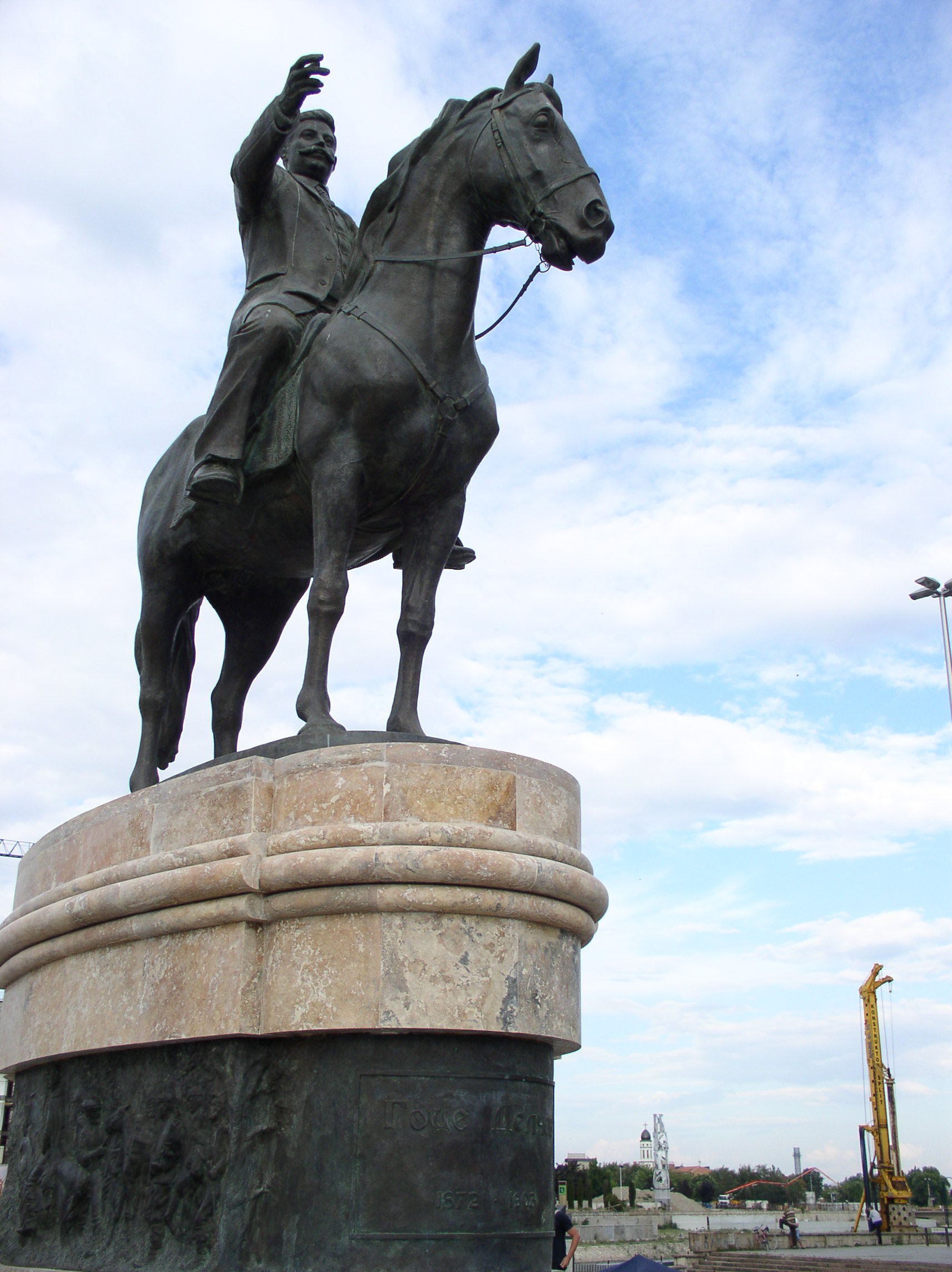
Pomnik Goce Dełczewa
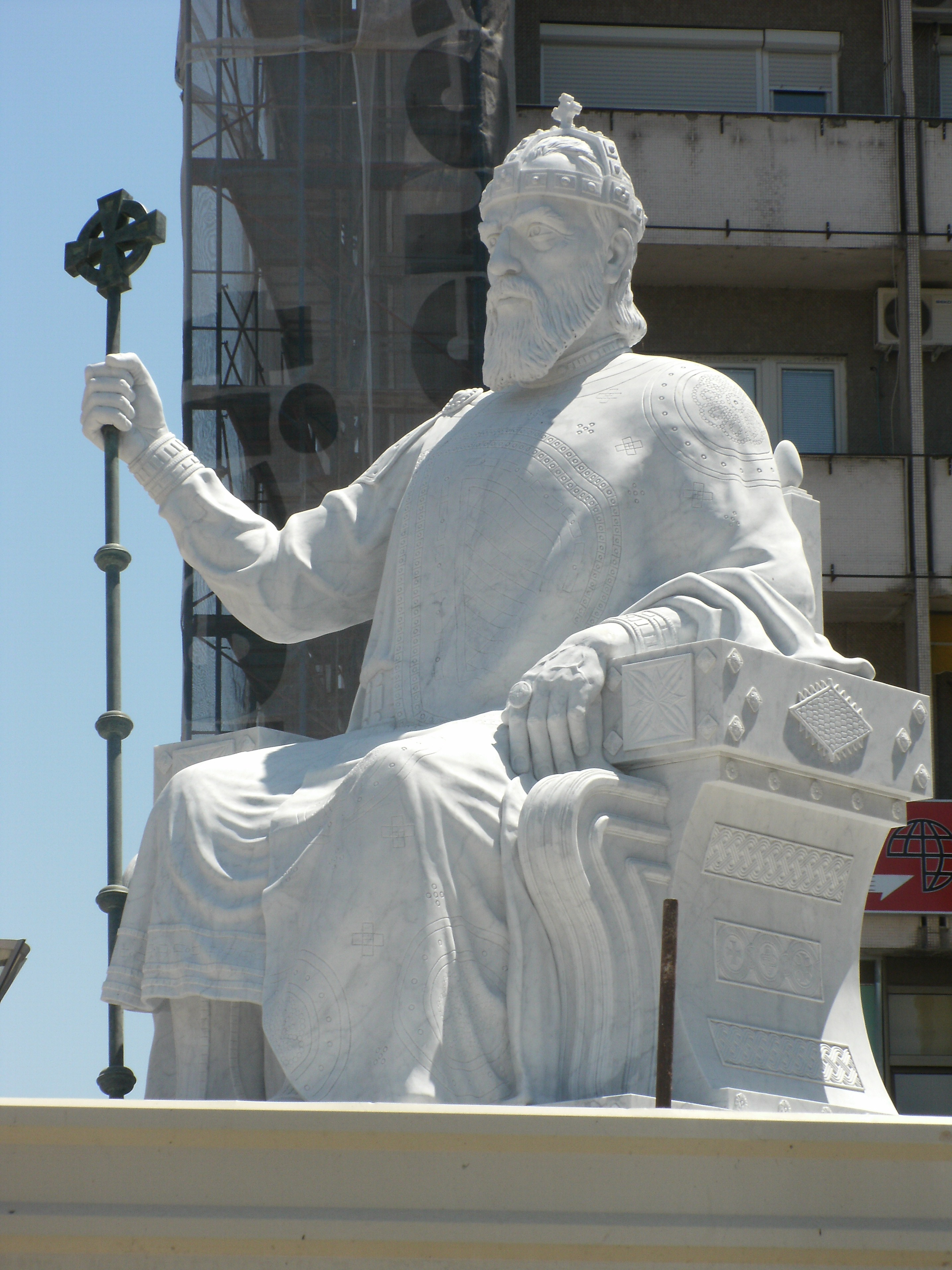
Posąg Samuila
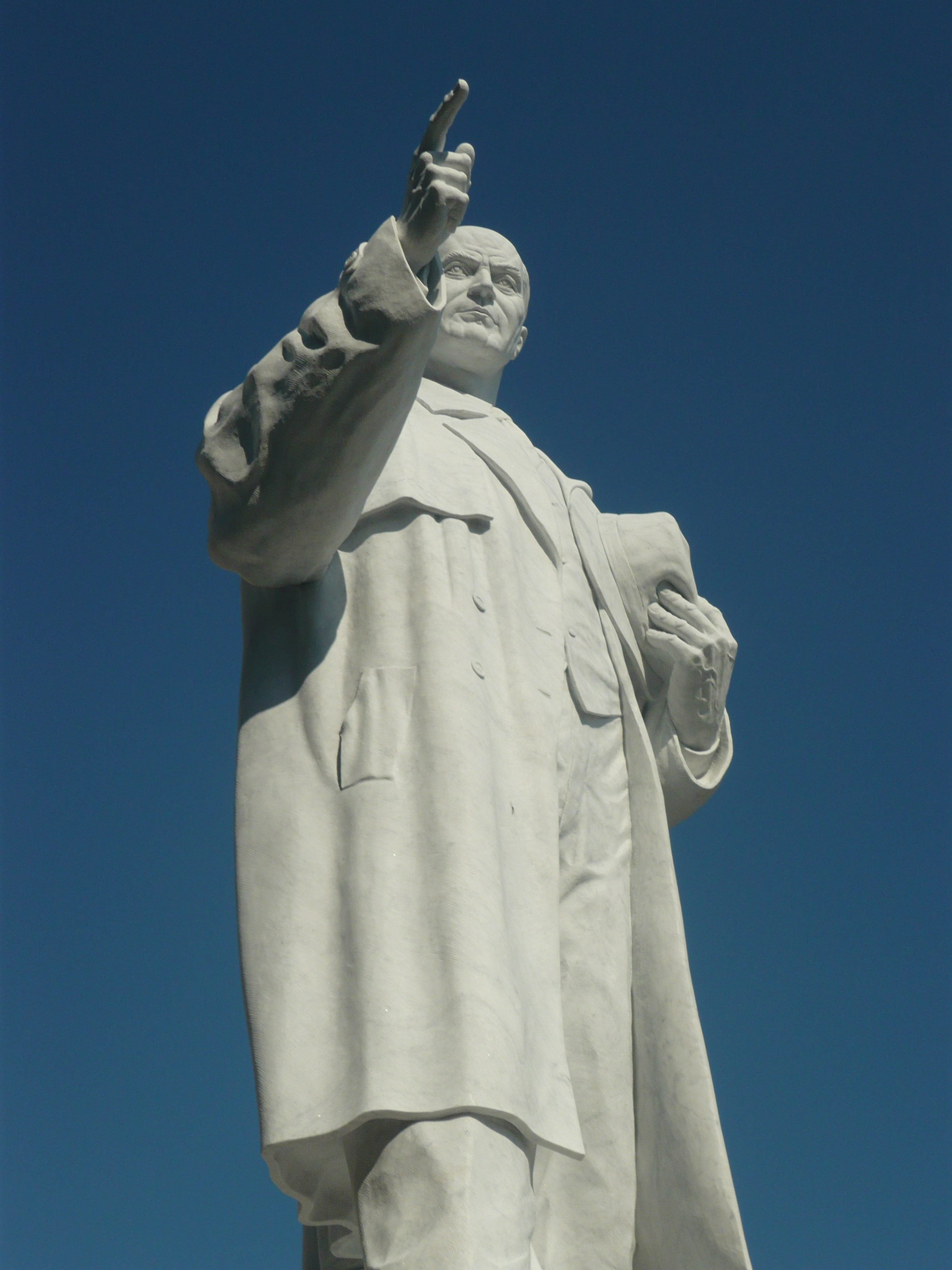
Pomnik Metodija Andonov-Čento
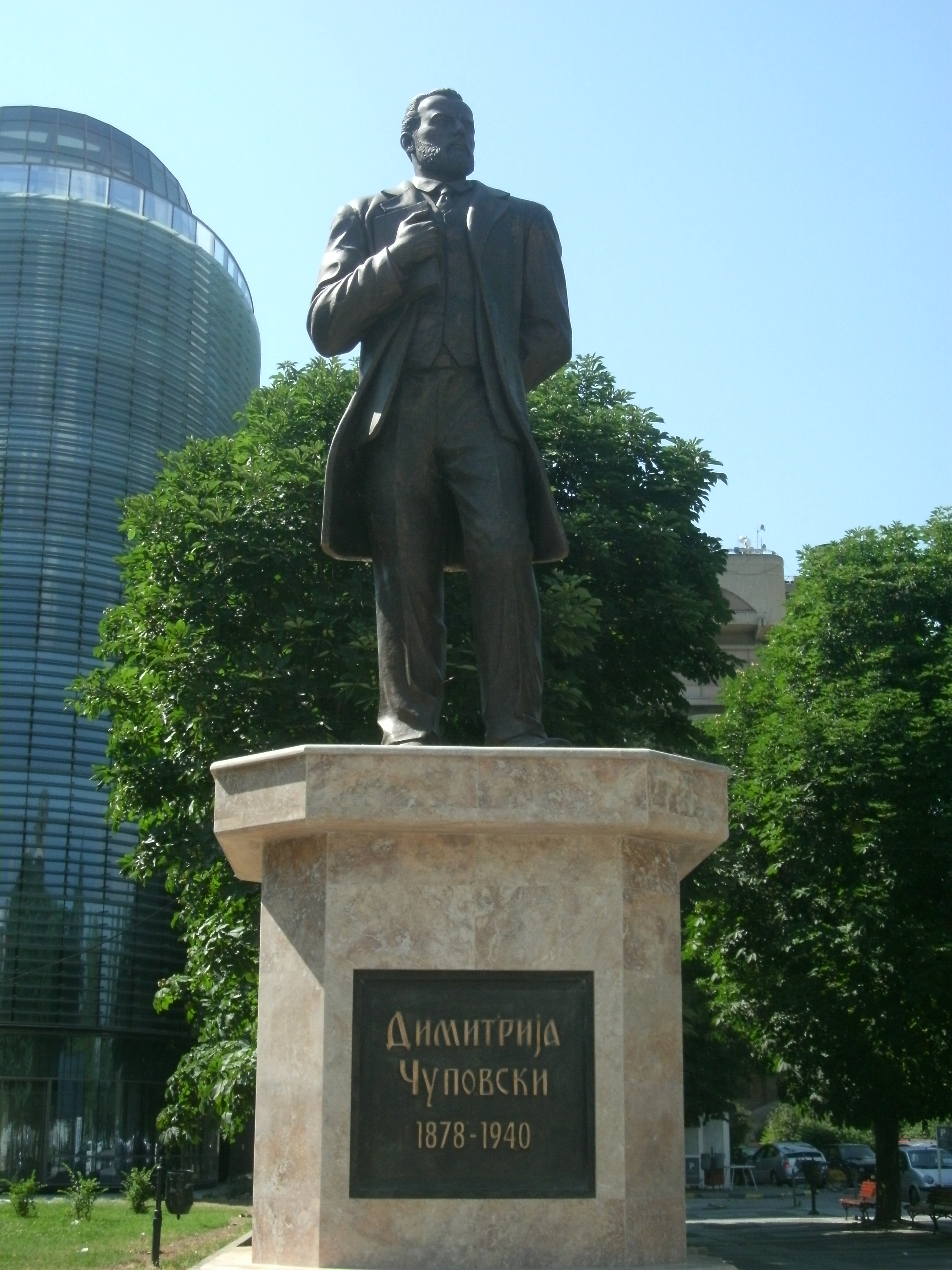
Pomnik Dimitrija Czupowskiego
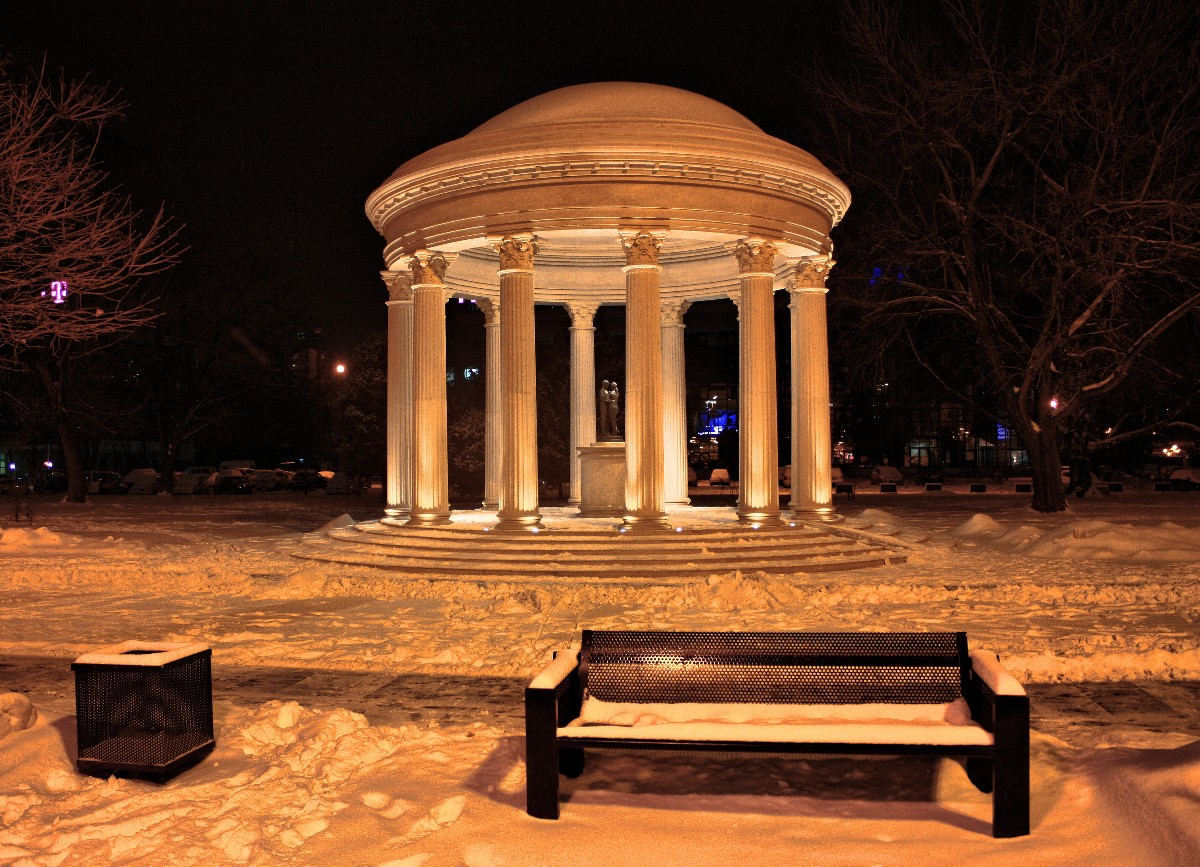
Pawilon
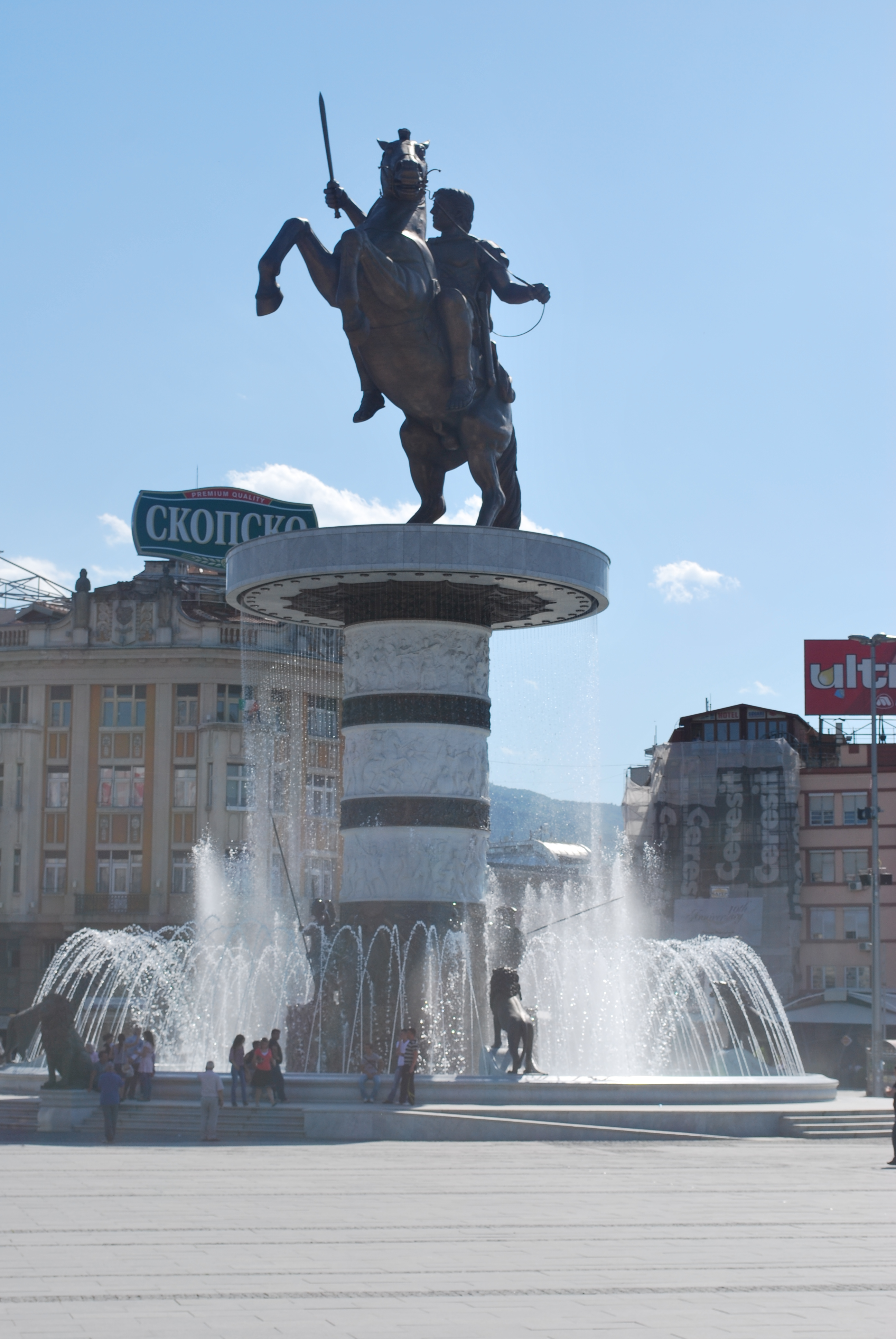
Pomnik Aleksandra Wielkiego

## Zabytki historyczne

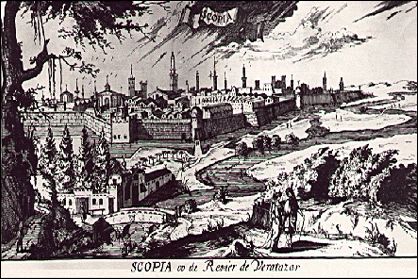
Skopje (1594)
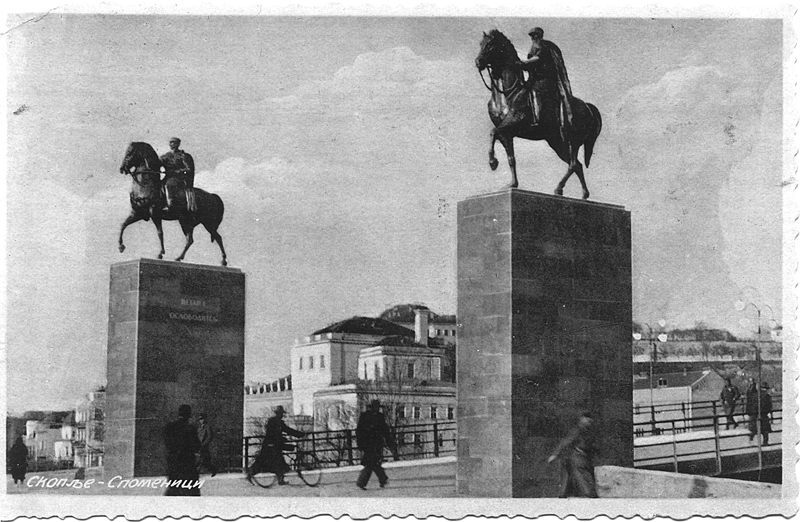
Pomniki wzniesione przed 1941 – po lewej: pomnik króla Serbii Piotra I (napis na nim głosi: Król Piotr I, Wyzwoliciel)
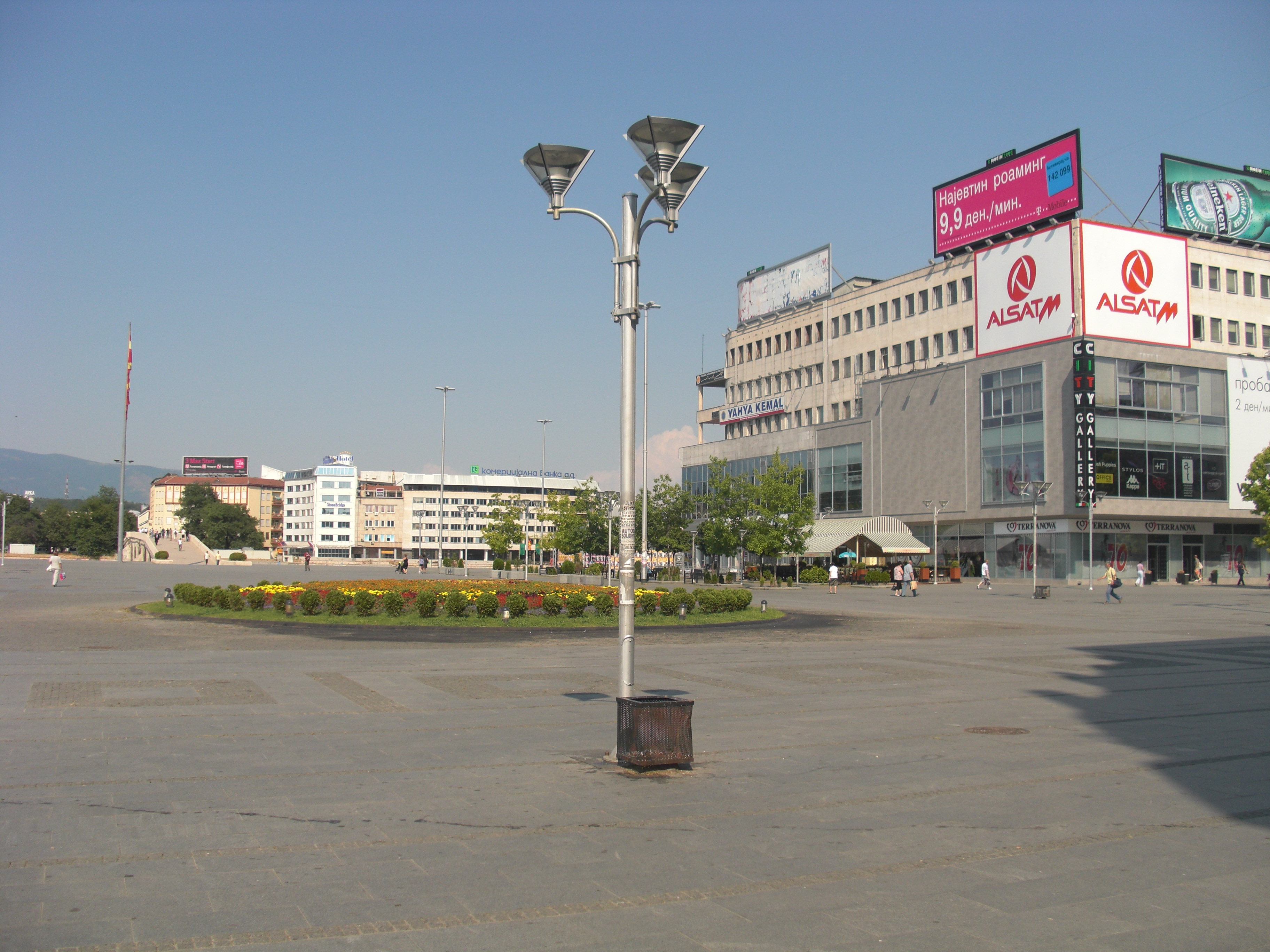
Plac (2000)